# Holomelina esula
Holomelina esula är en fjärilsart som beskrevs av Druce 1889. Holomelina esula ingår i släktet Holomelina och familjen björnspinnare. Inga underarter finns listade i Catalogue of Life.